# 硫氰酸铜
硫氰酸铜是一种配位聚合物，化学式为Cu(SCN)2。它是黑色固体，缓慢在潮湿空气中分解。它最初在1838年被报道，但于2018年结构才被表征。其结构包含链状Cu(NCS)2，由弱Cu-S-Cu键连接。它可由铜盐浓溶液和可溶性硫氰酸盐在水中反应制得。通过快速干燥，可以得到纯的Cu(SCN)2。低浓度及长时间的反应会产生硫氰酸亚铜。